# 田中パンチ
田中パンチ（たなか パンチ）こと加川良は編集者、ライター、プロデューサー。当初は本名の「加川良」名義で執筆していたが、後にペンネームにした。

## 概要
- 元アスキーの編集者。MSXマガジンの読者ページを担当
- 桜玉吉の漫画「しあわせのかたち」を担当

作者の桜玉吉とは古くからの知り合い。作中にはよく田中本人がキャラクターとして登場しており、しあわせのかたちの担当を外れた後や、桜玉吉の他の作品でも時に使われてた。作中では一時期、不思議少女ナイルなトトメス等の変わった時計をコレクションしていたというシーンがある。
- 糸井重里のゲーム関連会社であるエイプで出版等のプロデュースを行う

## 著書
- 『ゲームのム』（1994年、新紀元社）

## ラジオ出演
- 小泉今日子のオールナイトニッポン（ファミバカコーナー）
- ABブラザーズのオールナイトニッポン（ファミコンニューウェーブ）
- 圭修のオールナイトニッポン（ファミコンニューウェーブ）

1986年4月 - 1988年3月の3年間、当時ニッポン放送の『オールナイトニッポン』内で放送されていた新作ゲームの紹介コーナーを担当。当時ファミコン通信（現ファミ通）のスタッフであった田中（ラジオ内では加川と名乗っていた）は、当時ライターだった、株式会社ゲームフリークの現代表取締役社長の田尻智と2人で出演していた。

## 編集
- 『マリオの大冒険』（1993年、原作：竹熊健太郎、作画：チャーリー野沢、小学館） ISBN 9784091740014